# Chandigarh Challenger 2001
Il Chandigarh Challenger 2001 è stato un torneo di tennis facente parte della categoria ATP Challenger Series nell'ambito dell'ATP Challenger Series 2001. Il torneo si è giocato a Chandigarh in India dal 19 al 25 febbraio 2001 su campi in cemento.

## Vincitori

### Singolare
Dennis van Scheppingen ha battuto in finale  Noam Okun con il punteggio di 6–3, 7–5

### Doppio
František Čermák /  Radek Štěpánek hanno battuto in finale  Giorgio Galimberti /  Nir Welgreen con il punteggio di 6–4, 6–2